# 胡寧 (昆迪納馬卡省)

胡寧（西班牙语：Junín）是哥倫比亞的城鎮，位於該國中部，由昆迪納馬卡省負責管轄，距離首府波哥大103公里，始建於1861年，面積337平方公里，海拔高度1,784米，2005年人口8,115。
4°45′N 73°40′W / 4.750°N 73.667°W